# أحمد بن الجيعان
أحمد بن يحيى بن شاكر بن عبد الغني، أَبُو البقاء، شهاب الدين ابن الجيعان، المعروف بأحمد بن الجيعان (1484م — 1524م). كان أحد كبار أمراء وقضاة مصر في أواخر العصر المملوكي، أحب مغنية تدعى شهد دار والتي كان يحكى عنها أنها كانت من أجمل نساء مصر والشرق، فيقول عنها المؤرخ ابن إياس: "كانت مبدعة في الحسن والجمال، ومن أجمل نساء الدنيا حسنا".

## سيرته

### أصله
كان الأمير أحمد من أسرة الجيعان المصرية العريقة التي ترجع أصولها إلى دمياط ومنها والده القاضي الشهير يحيى بن الجيعان.

### حياته المهنية
وكان الأمير أحمد في منصب نائب كاتب السر للسلطنة المملوكية المصرية وهو أحد أكبر المناصب في الدولة.
وقال صاحب هدية العارفين إنه صنف كتبا، منها «طوالع البدور في تحويل السنين والشهور» و «قوانين الدواوين» و «نزهة الناظر وطراز الدفاتر» وسمى في جملة كتبه «القول المستظرف في سفر مولانا الملك الأشرف» المطبوع باسم «تاريخ قايتباي» كما في فهرس دار الكتب (5: 299) وفي دار الكتب المصرية (جغرافية رقم 845) كتاب باسم «المجموع الظريف في حجة المقام الشريف الملك الأشرف أبي النصر قايتباي» وضعه ابن الجيعان في حج الملك الأشرف سنة 884 والنسخة بخط ابن الجيعان نفسه (كما أفادنا الأستاذ حمد الجاسر) و «التحفة السنية بأسماء البلاد المصرية - ط» وهذا من تأليف أبيه على الأرجح.

### قصة حبه
أحب الجميلة شهد دار، هي أيضًا أحبته، وذلك أثار حنق بعض أمراء مصر الذين كانوا يتنافسون على الفوز بقلبها، وبلغ حب شهد دار للأمير أحمد الذي كان يذهب يوميًا إلى قصر ابنة الأمير يشبك لرؤيتها وهي تعزف على العود أنها اخفت حقيقتها أنها جارية وقالت له أنها مغنية وعازفة يستأجرها القصر. فطلب الأمير أحمد الزواج منها فوافقت وبلغ مهرها 200 درهمَا مصريًا وذلك كان مبلغًا كبيرًا في ذلك الوقت. والأمير أحمد لا يعرف أنها جارية لإبنة الأمير يشبك مهدي.
ويحكي المؤرخ ابن اياس أنه حدثت قصة حب كبيرة بين الأمير أحمد والجارية شهد دار الذي سرعان ما تزوجها أحمد وأعلنها زوجةً له وعاشت أيام سعدٍ عظيمة مع زوجها أحمد. وسرعان ما علم أحمد أن شهد دار في الأصل جارية عندما ماتت سيدتها وجاء ابن سيدتها وهو الأمير المملوكي الكبير قاني باي قرا. فغضب الأمير أحمد على الأمير قاني باي وهدده وقال له أنها زوجته، فطلب الأمير قاني باي مبلغ 500 دينار ليعطي الأمير أحمد شهادة حريتها وإلا شكاه للقضاة. فأعطاه أحمد المبلغ وأخذ الشهادة.

### معاناته
ويحكي المؤرخون أن حب وشغف الأمير أحمد بزوجته اشغله عن أمور الدولة المصرية التي كانت في طريقها للسقوط من الأساس. فبعد مدة سقطت مصر في أيدي العثمانيين، وسُجن الأمير أحمد لأنه كان أحد رجال الدولة المخلصين، ومن هنا بدأت معاناته وزوجته. فصوردت أملاك أحمد وتدهور به الحال وبأسرته وعلى الرغم من ذلك لم تفارق زوجته جانبه فعاشت معه أيامًا مليئة بشقاء مقارنة بالأيام السعيدة التي عاشتها في ظل السلطنة المملوكية المصرية كزوجة أمير مصري. ولكن يشاء القدر أن يبيع الأمير أحمد بقية أملاكه ويفدي نفسه ويخرج من السجن لتفرح زوجته المخلصة شهد دار بذلك.
بعد ذلك بفترة تمرض زوجته ويصيبها المرض ويظل زوجها بجانبها وحاول علاجها بجميع الطرق والوسائل ولكن مع الأسف توفى الله زوجته شهد دار بعد مدة عام 1520م. ودخل أحمد في مرحلة إكتئاب وحزن كبيرة على زوجته لدرجة أنه أقام ونام في تربتها أيام طويلة حتى أنه مرض من كثرة البكاء وكاد أن يموت، ولكنه نجا بعدها بفترة.

### محاولة الإستقلال ووفاته
بعد موت شهد دار بأربع أعوام، إستعان به الوالي العثماني أحمد باشا الخائن لإدارة شؤون مصر ولكن الأمير أحمد لم ينس أبدًا كونه أميرًا مصريًا من رجال مصر المخلصين، فأقنع الوالي العثماني أحمد باشا بطرد الحامية العثمانية والاستقلال بمصر وإرجاع السلطنة المصرية والجيش المصري على شرط أن يكون الوالي العثماني هو السلطان وبالفعل اقتنع أحمد باشا بكلامه لكن المحاولة باءت بالفشل، وتم القبض على الأمير أحمد وحكم عليه بالإعدام عام 1524م وتوفي عن عمر يناهز 40 عامًا. ويحكى أن ليلة إعدامه كانت أن يصلي ركعتين قبل إعدامه ثم شنق في يوم الخميس تاسع عشري رجب سنة ثلاثين وتسعمائة. لتنتهي بذلك قصة أمير مصري من آخر الأمراء المصريين للسلطنة المصرية.